# Highland (Illinois)
Highland város az USA Illinois államában, Madison megyében. Lakosainak száma 9991 fő (2020. április 1.).

## Népesség
A település népességének változása:

| 2010 | 9 919 |
| 2020 | 9 991 |